# جک و بابی
جک و بابی یک سریال تلویزیونی است که از کانال تلویزیونی برادران وارنر پخش شد. دو برادر در آن حضور داشتند که یکی از آنها سرنوشتش این بود که رئیس جمهور آمریکا از ۲۰۴۱ تا ۲۰۴۹ بشود. سازنده این کار گرگ برلنتی بود، که به اندازه رمان‌نویس و نویسنده کتاب داستانی مصور برد ملتزر و توماس اشلیم برای این کار مناسب بود، کسی که قبلاً چهار فصل اول سریال دسته غربی را هدایت کرد. جریان سریال پس از دوران بچگی جک و بابی (روبرت) مک آلیستر پیش می‌آید که به دبیرستان می‌روند و نسبتاً بالغ شده‌اند. ناسازگاری زیادی با مادرشان، گریس، دارند، که نقشش بوسیله کریستین لاتی بازی شده‌است، که هم مستبدانه رفتار می‌کرد و هم قابل اعتماد نبود. داستان آنها به وسیله یک سری گفتگوهایی از ریاست جمهوری مک آلیستر نیز همراه بود که داستان زندگی آنها را نقل می‌کرد . به طور نمونه، یک اتفاق در زمان ریاست جمهوری مک آلیستر برمی گشت به یک حادثه در دوران بچگی اش. در ۱۷ مه ۲۰۰۵، برادران وارنر اعلام کرد جک و بابی را برای یک فصل دیگر تجدید نمی‌کند. شبکه استرالیایی ای بی سی پخش این سریال را را در ۲۵ سپتامبر ۲۰۰۶ آغاز کرد.

## خلاصه
داستان در قسمت اول از رازی می‌گوید که در آن سرنوشت این است که یکی از دو برادر در آینده رئیس جمهور می‌شود، معلوم می‌شود که این شخص بابی خواهد بود و اینکه جک در جوانی می‌میرد. در قسمت آخر سریال مشاهده می‌شود، جک در جنگ آمریکایی‌ها به خدمت گرفته می‌شود قبل از اینکه به پیشنهاد بابی در یک اداره سیاسی مشغول یه کار شود. فقط به خاطر یک دزدی کوچک در یک فروشگاه کشته می‌شود. مرگ او به بابی الهام بخشید که نام برادرش را زنده نگهدارد، نهایتاً رقابت‌های انتخاباتی رئیس جمهوری را برای سال ۲۰۴۰ شروع کرد. او بعداً ملقب به «معتقد کبیر» به خاطر ایمان به هدفش در مقابل همه موانع، از ناسازگاری‌های بین‌المللی تا رسوایی‌های اداری خودش، همین طور حملات زیاد روی شهرتش در جامعه. فکر جک هنوز در ذهن بابی زنده مانده بود. او با دوست دختر قدیمی‌اش کورتنی در ۲۰۲۵ ازدواج می‌کند و یکی از بهترین دوستانش را به عنوان عضوی از کارکنانش نگه دارد.

## بازیگران

### اصلی
- پروفسور گریس مک آلیستر (کریستین لاتی)
- جک مک آلیستر (مت لانگ)
- بابی مک آلیستر (لوگان لرمان)
- کورتنی بندیکت (جسیکا پیر)
- مارکوس راید (ادوین هاج)
- پیتر بندیکت (جان اسلیتری)

### مقطعی
- تام وکسلر گراهام (بردلی کوپر)
- میس بلکنپ (کری لین پرت)
- جیمی مک آلیستر  (تام کاواناف) -برادر بزرگتر گریس مک آلیستر و عموی پسرها
- وارن فید (دین کالینز) - بهترین دوست بابی